# Stygnomma teapense
Espèce
Stygnomma teapense est une espèce d'opilions laniatores de la famille des Stygnommatidae.

## Distribution
Cette espèce est endémique du Mexique. Elle se rencontre au Tabasco et au Chiapas.

## Description
Le mâle holotype mesure 1,1 mm et la femelle paratype 1,2 mm.

## Systématique et taxinomie
Cette espèce a été décrite par Goodnight et Goodnight en 1951.

## Étymologie
Son nom d'espèce, composé de teap[a] et du suffixe latin -ense, « qui vit dans, qui habite », lui a été donné en référence au lieu de sa découverte, Teapa.

## Publication originale
- (en) Goodnight et Goodnight, « The genus Stygnomma (Phalangida) », American Museum Novitates, no 1491,‎ 1951, p. 1-20 (lire en ligne)